# Renata de Austria
Renata de Austria-Teschen (Pula, 2 de enero de 1888 - Balice, 16 de mayo de 1935) fue una hija del archiduque Carlos Esteban de Austria y prima hermana del rey Alfonso XIII de España. Era miembro de la rama Teschen de la Casa de Habsburgo-Lorena y archiduquesa de Austria y princesa de Bohemia, Hungría, y Toscana por nacimiento. Renunció a sus títulos en 1909 tras su matrimonio con el príncipe Jerónimo Radziwiłł.

## Primeros años
La archiduquesa Renata era la segunda hija del archiduque Carlos Esteban de Austria y de su esposa, la archiduquesa María Teresa de Austria, princesa de Toscana. Sus padres estaban emparentados con el emperador Francisco José I de Austria. El padre de Renata era un nieto del archiduque Carlos de Austria-Teschen, quien había dirigido el ejército austriaco contra Napoleón Bonaparte. Su padre era también un hermano de la reina María Cristina de España. La madre de Renata, la archiduquesa María Teresa, era una nieta de Leopoldo II, el último gran duque reinante de Toscana, y del rey Fernando II de las Dos Sicilias.
Renata fue educada por tutores privados con un énfasis especial en idiomas. Aprendió alemán, italiano, inglés, francés y, desde 1895, polaco. Su padre había seguido una carrera en la marina austriaca y Renata pasó sus años formativos principalmente en Istria, en el entonces puerto  austriaco de Pula, en el mar Adriático. Su padre era muy rico y la familia tuvo una residencia de invierno en la isla de Losinj en el Adriático, un palacio en Viena, y en 1895 su padre heredó del archiduque Alberto extensas propiedades en Galicia. Desde 1907, la residencia principal de la familia fue el castillo de Żywiec en Galicia Occidental.

## Matrimonio y descendencia

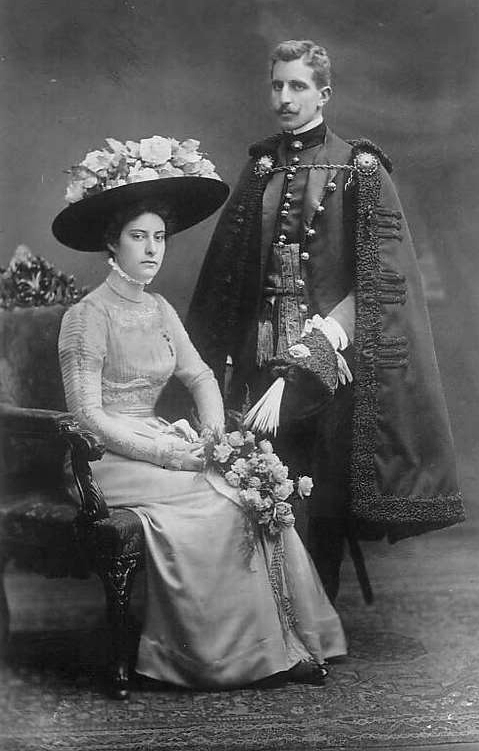
Renata y su marido, el príncipe Jerónimo Radziwiłł, en 1909.

El archiduque Carlos Esteban abandonó su carrera en la marina y centró sus ambiciones en crear una rama polaca de la familia imperial. Animó a todos sus hijos a convertirse en polacos y Renata acabó casándose con uno de los terratenientes más ricos de Polonia, el príncipe Jerónimo Radziwiłł. Su compromiso fue anunciado en septiembre de 1908. La familia Radziwiłł era una de las más distinguidas de Polonia, pero como el príncipe no pertenecía a una familia gobernante, Renata tuvo que renunciar a todos sus títulos, junto con el estilo de Alteza Imperial y Real. Firmaron un acuerdo prenupcial y de separación de propiedad. La boda tuvo lugar el 15 de enero de 1909 en la capilla del castillo de Żywiec.
Renata y Jerónimo tuvieron seis hijos y vivieron en el castillo de Balice, una de las propiedades de la familia Radziwiłł:
- María Teresa (1910-1973), murió soltera.
- Dominico Raniero (1911-1976), desposó a la princesa Eugenia de Grecia y Dinamarca en 1938;[a][5]  se divorciaron en 1946, y luego él se casó con Lidia Lacey Bloodgood, una hija de John van Schaick Bloodgood y de Lida Fleitmann Bloodgood.[6] Con descendencia de ambos matrimonios entre los que se destaca Tatiana Radziwiłł, la prima y mejor amiga de la reina Sofía de España.
- Carlos Jerónimo (1912-2005), desposó a María Luisa de Alvear y Quirno en 1949 en Buenos Aires, Argentina; y luego en segundas nupcias a María Teresa Soto y Alderete. Sin descendencia de ambos matrimonios.
- Alberto (1914-1932), murió joven en Davos, Suiza.
- Leonor María (1918-1997), desposó al conde Benedicto Tyszkiewicz en 1938,[7] y luego a Roger de Froidcourt en 1959. Con descendencia del primer matrimonio.
- León Jerónimo (1922-1973).[8][9]

Con la derrota y disolución del Imperio austrohúngaro después de la Primera Guerra Mundial, el destino de su familia estuvo aún más estrechamente enlazado a Polonia. La archiduquesa Renata vivió en el castillo de Balice, en Polonia, donde falleció el 16 de mayo de 1935. Su marido la sobrevivió por diez años y se volvió a casar. Hacia el final de la Segunda Guerra Mundial, el príncipe Jerónimo fue capturado por las tropas soviéticas y fue llevado detrás de la Cortina de Hierro. Murió en un campamento de concentración en 1945. Las propiedades de la familia Radziwiłł resultaron perdidas.

## Ancestros
|  |                                                          |  |  |  |  |  |  |  |  |  |  |  |  |  |  |  |
|  | 16. Leopoldo II del Sacro Imperio Romano Germánico       |  |  |  |  |  |  |  |  |  |  |  |  |  |  |  |
|  |                                                          |  |  |  |  |  |  |  |  |  |  |  |  |  |  |  |
|  |                                                          |  |  |  |  |  |  |  |  |  |  |  |  |  |  |  |
|  | 8. Carlos de Austria-Teschen                             |  |  |  |  |  |  |  |  |  |  |  |  |  |  |  |
|  |                                                          |  |  |  |  |  |  |  |  |  |  |  |  |  |  |  |
|  |                                                          |  |  |  |  |  |  |  |  |  |  |  |  |  |  |  |
|  | 17. María Luisa de España                                |  |  |  |  |  |  |  |  |  |  |  |  |  |  |  |
|  |                                                          |  |  |  |  |  |  |  |  |  |  |  |  |  |  |  |
|  |                                                          |  |  |  |  |  |  |  |  |  |  |  |  |  |  |  |
|  | 4. Carlos Fernando de Austria-Teschen                    |  |  |  |  |  |  |  |  |  |  |  |  |  |  |  |
|  |                                                          |  |  |  |  |  |  |  |  |  |  |  |  |  |  |  |
|  |                                                          |  |  |  |  |  |  |  |  |  |  |  |  |  |  |  |
|  | 18. Federico Guillermo de Nassau-Weilburg                |  |  |  |  |  |  |  |  |  |  |  |  |  |  |  |
|  |                                                          |  |  |  |  |  |  |  |  |  |  |  |  |  |  |  |
|  |                                                          |  |  |  |  |  |  |  |  |  |  |  |  |  |  |  |
|  | 9. Enriqueta de Nassau-Weilburg                          |  |  |  |  |  |  |  |  |  |  |  |  |  |  |  |
|  |                                                          |  |  |  |  |  |  |  |  |  |  |  |  |  |  |  |
|  |                                                          |  |  |  |  |  |  |  |  |  |  |  |  |  |  |  |
|  | 19. Luisa Isabel de Sayn-Wittgenstein-Hachenburg         |  |  |  |  |  |  |  |  |  |  |  |  |  |  |  |
|  |                                                          |  |  |  |  |  |  |  |  |  |  |  |  |  |  |  |
|  |                                                          |  |  |  |  |  |  |  |  |  |  |  |  |  |  |  |
|  | 2. Carlos Esteban de Austria                             |  |  |  |  |  |  |  |  |  |  |  |  |  |  |  |
|  |                                                          |  |  |  |  |  |  |  |  |  |  |  |  |  |  |  |
|  |                                                          |  |  |  |  |  |  |  |  |  |  |  |  |  |  |  |
|  | 20. Leopoldo II del Sacro Imperio Romano Germánico (=16) |  |  |  |  |  |  |  |  |  |  |  |  |  |  |  |
|  |                                                          |  |  |  |  |  |  |  |  |  |  |  |  |  |  |  |
|  |                                                          |  |  |  |  |  |  |  |  |  |  |  |  |  |  |  |
|  | 10. José Antonio de Austria                              |  |  |  |  |  |  |  |  |  |  |  |  |  |  |  |
|  |                                                          |  |  |  |  |  |  |  |  |  |  |  |  |  |  |  |
|  |                                                          |  |  |  |  |  |  |  |  |  |  |  |  |  |  |  |
|  | 21. María Luisa de España (=17)                          |  |  |  |  |  |  |  |  |  |  |  |  |  |  |  |
|  |                                                          |  |  |  |  |  |  |  |  |  |  |  |  |  |  |  |
|  |                                                          |  |  |  |  |  |  |  |  |  |  |  |  |  |  |  |
|  | 5. Isabel Francisca de Austria                           |  |  |  |  |  |  |  |  |  |  |  |  |  |  |  |
|  |                                                          |  |  |  |  |  |  |  |  |  |  |  |  |  |  |  |
|  |                                                          |  |  |  |  |  |  |  |  |  |  |  |  |  |  |  |
|  | 22. Luis de Wurtemberg                                   |  |  |  |  |  |  |  |  |  |  |  |  |  |  |  |
|  |                                                          |  |  |  |  |  |  |  |  |  |  |  |  |  |  |  |
|  |                                                          |  |  |  |  |  |  |  |  |  |  |  |  |  |  |  |
|  | 11. María Dorotea de Wurtemberg                          |  |  |  |  |  |  |  |  |  |  |  |  |  |  |  |
|  |                                                          |  |  |  |  |  |  |  |  |  |  |  |  |  |  |  |
|  |                                                          |  |  |  |  |  |  |  |  |  |  |  |  |  |  |  |
|  | 23. Enriqueta de Nassau-Weilburg                         |  |  |  |  |  |  |  |  |  |  |  |  |  |  |  |
|  |                                                          |  |  |  |  |  |  |  |  |  |  |  |  |  |  |  |
|  |                                                          |  |  |  |  |  |  |  |  |  |  |  |  |  |  |  |
|  | 1. Renata de Austria                                     |  |  |  |  |  |  |  |  |  |  |  |  |  |  |  |
|  |                                                          |  |  |  |  |  |  |  |  |  |  |  |  |  |  |  |
|  |                                                          |  |  |  |  |  |  |  |  |  |  |  |  |  |  |  |
|  | 24. Fernando III de Toscana                              |  |  |  |  |  |  |  |  |  |  |  |  |  |  |  |
|  |                                                          |  |  |  |  |  |  |  |  |  |  |  |  |  |  |  |
|  |                                                          |  |  |  |  |  |  |  |  |  |  |  |  |  |  |  |
|  | 12. Leopoldo II de Toscana                               |  |  |  |  |  |  |  |  |  |  |  |  |  |  |  |
|  |                                                          |  |  |  |  |  |  |  |  |  |  |  |  |  |  |  |
|  |                                                          |  |  |  |  |  |  |  |  |  |  |  |  |  |  |  |
|  | 25. Luisa de Borbón-Dos Sicilias                         |  |  |  |  |  |  |  |  |  |  |  |  |  |  |  |
|  |                                                          |  |  |  |  |  |  |  |  |  |  |  |  |  |  |  |
|  |                                                          |  |  |  |  |  |  |  |  |  |  |  |  |  |  |  |
|  | 6. Carlos Salvador de Austria-Toscana                    |  |  |  |  |  |  |  |  |  |  |  |  |  |  |  |
|  |                                                          |  |  |  |  |  |  |  |  |  |  |  |  |  |  |  |
|  |                                                          |  |  |  |  |  |  |  |  |  |  |  |  |  |  |  |
|  | 26. Francisco I de las Dos Sicilias                      |  |  |  |  |  |  |  |  |  |  |  |  |  |  |  |
|  |                                                          |  |  |  |  |  |  |  |  |  |  |  |  |  |  |  |
|  |                                                          |  |  |  |  |  |  |  |  |  |  |  |  |  |  |  |
|  | 13. María Antonieta de Borbón-Dos Sicilias               |  |  |  |  |  |  |  |  |  |  |  |  |  |  |  |
|  |                                                          |  |  |  |  |  |  |  |  |  |  |  |  |  |  |  |
|  |                                                          |  |  |  |  |  |  |  |  |  |  |  |  |  |  |  |
|  | 27. María Isabel de España                               |  |  |  |  |  |  |  |  |  |  |  |  |  |  |  |
|  |                                                          |  |  |  |  |  |  |  |  |  |  |  |  |  |  |  |
|  |                                                          |  |  |  |  |  |  |  |  |  |  |  |  |  |  |  |
|  | 3. María Teresa de Austria-Toscana                       |  |  |  |  |  |  |  |  |  |  |  |  |  |  |  |
|  |                                                          |  |  |  |  |  |  |  |  |  |  |  |  |  |  |  |
|  |                                                          |  |  |  |  |  |  |  |  |  |  |  |  |  |  |  |
|  | 28. Francisco I de las Dos Sicilias (=26)                |  |  |  |  |  |  |  |  |  |  |  |  |  |  |  |
|  |                                                          |  |  |  |  |  |  |  |  |  |  |  |  |  |  |  |
|  |                                                          |  |  |  |  |  |  |  |  |  |  |  |  |  |  |  |
|  | 14. Fernando II de las Dos Sicilias                      |  |  |  |  |  |  |  |  |  |  |  |  |  |  |  |
|  |                                                          |  |  |  |  |  |  |  |  |  |  |  |  |  |  |  |
|  |                                                          |  |  |  |  |  |  |  |  |  |  |  |  |  |  |  |
|  | 29. María Isabel de España (=27)                         |  |  |  |  |  |  |  |  |  |  |  |  |  |  |  |
|  |                                                          |  |  |  |  |  |  |  |  |  |  |  |  |  |  |  |
|  |                                                          |  |  |  |  |  |  |  |  |  |  |  |  |  |  |  |
|  | 7. María Inmaculada de Borbón-Dos Sicilias               |  |  |  |  |  |  |  |  |  |  |  |  |  |  |  |
|  |                                                          |  |  |  |  |  |  |  |  |  |  |  |  |  |  |  |
|  |                                                          |  |  |  |  |  |  |  |  |  |  |  |  |  |  |  |
|  | 30. Carlos de Austria-Teschen (=8)                       |  |  |  |  |  |  |  |  |  |  |  |  |  |  |  |
|  |                                                          |  |  |  |  |  |  |  |  |  |  |  |  |  |  |  |
|  |                                                          |  |  |  |  |  |  |  |  |  |  |  |  |  |  |  |
|  | 15. María Teresa de Austria                              |  |  |  |  |  |  |  |  |  |  |  |  |  |  |  |
|  |                                                          |  |  |  |  |  |  |  |  |  |  |  |  |  |  |  |
|  |                                                          |  |  |  |  |  |  |  |  |  |  |  |  |  |  |  |
|  | 31. Enriqueta de Nassau-Weilburg (=9)                    |  |  |  |  |  |  |  |  |  |  |  |  |  |  |  |
|  |                                                          |  |  |  |  |  |  |  |  |  |  |  |  |  |  |  |
|  |                                                          |  |  |  |  |  |  |  |  |  |  |  |  |  |  |  |